# Toleranzpreis der Stadt Münster
Der Toleranzpreis der Stadt Münster war eine Ehrung für Personen, die sich für Toleranz und Gewaltlosigkeit eingesetzt haben. Er wurde 1993 anlässlich des 1200-jährigen Stadtjubiläums ausgelobt und war mit 50.000 DM dotiert. Er wurde letztmals im Jahr 1999 verliehen, danach gab es keinen weiteren Anstoß zur Verleihung des Toleranzpreises.

## Preisträger
- 1993 Joseph Rovan, Überlebender des Konzentrationslagers Dachau, Historiker[1]
- 1996 Teddy Kollek, Altbürgermeister von Jerusalem[1]
- 1999 Ibrahim Rugova, erster Präsident des Kosovo[1]

Seit 1998 verleiht die Wirtschaftliche Gesellschaft für Westfalen und Lippe e. V. den Preis des Westfälischen Friedens, der eine sehr ähnliche Ausrichtung hat und zudem deutlich höher dotiert ist.